# چار آیچا
چار آیچا (به لاتین: Char Aicha) یک روستا در بنگلادش است که در استان باریسال و در ناحیه باریسال واقع شده است.